# Theodor Birt
Theodor Birt (* 22. März 1852 in Wandsbek; † 28. Januar 1933 in Marburg) war ein deutscher Altphilologe und Autor populärwissenschaftlicher Bücher im Bereich der Altertumswissenschaften.

## Leben und Werk
Theoodor Birt wurde als achtes von neun Kindern in Wandsbek in eine Kaufmannsfamilie hineingeboren. Kurze Zeit später siedelte seine Familie nach Hamburg-St. Georg um, wo er aufwuchs.
Nach dem Studium 1873 bis 1876 in Leipzig und Bonn habilitierte er sich 1878 in Marburg. Hier lehrte er auch bis zu seiner Emeritierung 1921, seit 1886 als Ordinarius. Von 1902 bis 1903 war er Rektor der Marburger Universität.

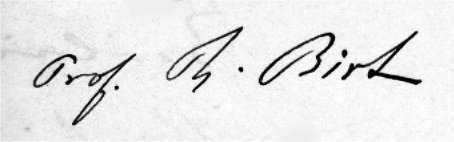
Unterschrift von Theodor Birt

Neben seinen wissenschaftlichen Werken steht nach 1913 eine große Anzahl von populärwissenschaftlichen Schriften, die mehrfach aufgelegt wurden.
Daneben trat Theodor Birt auch als belletristischer Autor (Erzählungen, historische Romane, Theaterstücke, Lyrik) auf. Als Pseudonym benutzte er auch den Namen des Humanisten Beatus Rhenanus.

## Trivia
Birt war Ehrenmitglied des Philologisch-Historischen Vereins Marburg, der 1921 über die Wissenschaftliche Verbindung Hercynia in der Marburger Burschenschaft Rheinfranken aufging. In Wandsbek wurde eine Straße nach ihm benannt. Im Archiv des Bonner Bernstein-Verlags der Gebrüder Andreas & Paul Remmel befindet sich ein Konvolut eigenhändiger Vorlesungsmitschriften von Theodor Birt, die aus seiner Studienzeit in Bonn datieren.

## Veröffentlichungen (Auswahl)

### Wissenschaftliche Werke
- 1882: Das antike Buchwesen in seinem Verhältniss zur Litteratur. Hertz, Berlin. - Nachdruck Scientia, Aalen 1959 und 1974
- 1892: Claudianus, Claudius: Carmina Recensuit Theodorus Birt. Weidmann, Berlin (Monumenta Germaniae historica, Auctores antiquissimi 10). - Nachdruck Weidmann, Berlin 1981 und MGH München 1981
- 1907: Die Buchrolle in der Kunst. Teubner, Leipzig 1907. - Nachdruck Olms, Hildesheim  1976
- 1913: Kritik und Hermeneutik. Nebst Abriss des antiken Buchwesens. C. H. Beck, München. 3., völlig neubearb. Aufl. (Handbuch der klassischen Altertumswissenschaft I, 3)

### Populärwissenschaftliche Werke
- 1894: Eine römische Litteraturgeschichte in 5 Stunden gesprochen. Elwert, Marburg. - 2. Aufl. (in 5 Vorträgen) 1909
- 1909: Zur Kulturgeschichte Roms : gesammelte Skizzen. Quelle & Meyer, Leipzig. -  5. Aufl. 1935
- 1913: Römische Charakterköpfe, Ein Weltbild in Biographien. Quelle & Meyer, Leipzig. - 6., verb. Aufl. 1922. 9. Aufl. 1932.  36.–40. Tsd. 1954
- 1916: Schiller, der Politiker, im Licht unserer großen Gegenwart. Cotta, Stuttgart. - 2.–5. Tsd. 1916
- 1917: Die Germanen. Eine Erklärung der Überlieferung über Bedeutung und Herkunft des Völkernamens. Beck, München
- 1918: Aus dem Leben der Antike. Quelle & Meyer, Leipzig. - 2. Aufl. 1919. 4. Aufl. 1925
- 1918: Sokrates, der Athener. Quelle & Meyer, Leipzig
- 1919: Charakterbilder Spätroms und die Entstehung des modernen Europa. Quelle & Meyer, Leipzig. - 5. Aufl. 1930
- 1919: Von Homer bis Sokrates. Ein Buch über die alten Griechen. Quelle & Meyer, Leipzig.- 4. Aufl. 1928
- 1922: Die Cynthia des Properz. Quelle & Meyer, Leipzig.
- 1924: Alexander der Große und das Weltgriechentum bis zum Erscheinen Jesu. Quelle & Meyer, Leipzig. 1924
- 1925: Horaz' Lieder und römisches Leben & Horaz' Lieder: Studien zur Kritik und Auslegung. Quelle & Meyer, Leipzig, 2 Bände
- 1928: Das Kulturleben der Griechen und Römer in seiner Entwicklung. Quelle & Meyer, Leipzig
- 1931: Die Schaubauten der Griechen und die attische Tragödie. Gesellschaft für Theatergeschichte, Berlin
- 1932: Frauen der Antike. Quelle & Meyer, Leipzig
- 1941: Das römische Weltreich [Römische Charakterköpfe u. Charakterbilder Spätroms] Knaur, Berlin

### Autobiographisches
- 1902: Griechische Erinnerungen eines Reisenden. Elwert, Marburg (2. Aufl.: Griechische Erinnerungen. Ein Reisebuch. Ebenda 1922).
- 1910: Aus der Provence. Reiseskizzen. Deutsche Bücherei [Reihe], Leipzig. Nachdr. Rüsch, Großenwörden 1927
- 1927: Marburger Licht- und Schattenbilder. Erinnerungen. Elwert, Marburg
- 1929: Wie ich lernte. Hamburger Erinnerungen und Stimmungsbilder aus den Jahren 1813 bis 1872. Quelle & Meyer, Leipzig

### Belletristik
- 1886: Attarachus und Valeria. Eine lyrische Erzählung von Beatus Rhenanus. Grunow, Leipzig
- 1895: König Agis. Eine Tragödie des Beatus Rhenanus in 5 Akten. Elwert, Marburg
- 1908: Artiges und Unartiges. Gedichte des Beatus Rhenanus. Elwert, Marburg. - 2. Aufl. 1924
- 1916: Novellen und Legenden aus verklungenen Zeiten. Quelle & Meyer, Leipzig. - 2. Aufl. o. J. 4. Aufl. 1928
- 1911: Menedem. Die Geschichte eines Ungläubigen. Cotta, Stuttgart. - 2. u. 3. Tsd. 1921
- 1919: Von Hass und Liebe : 5 Erzählungen aus verklungenen Zeiten. Quelle & Meyer, Leipzig
- 1922: Helle und dunkle Klänge in Gedichten. Quelle & Meyer, Leipzig
- 1923: Neue Novellen und Legenden aus verklungenen Zeiten. Quelle & Meyer, Leipzig
- 1923: Moderne Novellen. Quelle & Meyer, Leipzig
- 1927: Roxane: Ein Alexanderroman in 10 Handlungen. Quelle & Meyer, Leipzig
- 1930: Rätsel und Silbenspiele. Elwert, Marburg (Neuausgabe nur der Rätsel: Theodor Birt: Sprachrätsel in Versen und Fragen. Herausgegeben sowie mit einer Einleitung und Anmerkungen versehen von Felix M. Prokoph, (Literatur: Forschung und Wissenschaft Bd. 42) Lit-Verlag, Münster 2023)[4]
- 1931: König wider Willen. - Achill. 2 Novellen. Quelle & Meyer, Leipzig